# Eisenhower Fellowships
Eisenhower Fellowships, en français Bourses Eisenhower est une organisation privée à but non lucratif créée en 1953 par un groupe d'éminents citoyens américains pour honorer le président Dwight D. Eisenhower pour sa contribution à l'humanité en tant que soldat, homme d'État et leader mondial.

## Descriptions
L'organisation identifie, responsabilise et met en relation des leaders innovants grâce à une expérience de fraternité transformatrice et à un engagement à vie dans un réseau mondial d'agents de changement dynamiques engagés à créer un monde plus pacifique, plus prospère et plus juste. L'organisation se décrit comme une « organisation de direction internationale indépendante et non partisane ».

## Destinataires des prix par annéeDistinguished Fellow
En 2008, EF a créé le Distinguished Fellow Award pour récompenser un membre du réseau qui a démontré une contribution significative à son domaine d'activité et un leadership au sein du réseau des bourses Eisenhower. Post-bourse du récipiendaire. les activités doivent refléter l'engagement d'Eisenhower en faveur de la paix et de la productivité en travaillant par le biais de contacts personnels directs au-delà des frontières. Ouvert à toute personne ayant complété une bourse Eisenhower depuis la création du programme en 1953, il est présenté lors de l'assemblée annuelle du conseil d'administration.
- 1988 : ambassadeur Walter Annenberg, administrateur fondateur des bourses Eisenhower ; ambassadeur à la Cour de St. James et ambassadeur Thomas Watson, Junior, administrateur fondateur des bourses Eisenhower ; ancien président d'IBM ; Ambassadeur en Union soviétique
- 1989 : Robert Orville Anderson, ancien président des bourses Eisenhower ; ancien PDG, ARCO
- 1990 : ambassadeur C. Douglas Dillon, ambassadeur en France et sous-secrétaire d'État du président Eisenhower ; ancien secrétaire au Trésor
- 1991 : sénateur Mark Hatfield, Comité sénatorial des relations étrangères ; président, Commission sénatoriale des crédits

## La médaille Eisenhower pour le leadership et le service
En 1988, le Conseil d'administration d'EF a créé la Médaille Dwight D. Eisenhower pour le leadership et le service. Il est décerné chaque année à un chef d'entreprise, un homme d'État ou une autre personnalité publique qui a obtenu, grâce à des contacts personnels directs au-delà des frontières, une reconnaissance largement reconnue. progresse vers la vision du président Eisenhower de paix et de productivité à travers un dialogue international de personne à personne. Les récipiendaires notables incluent les présidents Gerald Ford et George H. W. Bush, les secrétaires d'État des États-Unis Colin Powell, Henry Kissinger et George Shultz, le secrétaire au Trésor américain  Douglas Dillon, le président de la Réserve fédérale Alan Greenspan, le lauréat du Prix Nobel et économiste Dr. Amartya Sen, le professeur Muhammad Yunus et les ambassadeurs fondateurs des administrateurs Walter H Annenberg et Thomas J. Watson Jr. La médaille Eisenhower est décernée chaque année lors d'un dîner de gala privé avec les administrateurs, les sponsors et les boursiers.
1. 2008: Eisenhower Fellows of the Republic of Ireland and Northern Ireland
2. 2009: Nezir Kirdar, ‘57, Iraq et Turquie
3. 2010: Sister Mary Scullion, ’02, USA
4. 2011: Jeffrey Koo Sr., ’71, Taiwan
5. 2012: Conrado Etchebarne, '62, Argentina
6. 2013: Martin Burt, '94, Paraguay et Alexandra Henrion-Caude[3], Simplissima Research Institute ; CEO, professeur de génétique et directrice de recherche
7. 2014: Alfonso Vegara, '87, Spain, and Philip Yeo, '87, Singapore
8. 2015: Susan Baragwanath, '94, New Zealand
9. 2016: Shahid Mahmud, '01, Pakistan
10. 2017: Ariel "Ayi" Hernandez, '11, Philippines
11. 2018: Mari Pangestu, '90, Indonesia
12. 2019: Eisenhower Fellows of Sri Lanka
13. 2020: Juan Jose Guemes, '11, Spain
14. 2021: Anita Brown-Graham, '05, USA
15. 2022: Raman Madhok, '04, India, and Rajshree Pathy, '00, India
16. 2023: Irina Anghel-Enescu, '08, Romania